# Quatre de couple féminin aux Jeux olympiques d'été de 2012
Navigation
Pékin 2008 Rio de Janeiro 2016
L'épreuve féminine du quatre de couple des Jeux olympiques d'été 2012 de Londres se déroule sur le Dorney Lake du 28 juillet au 1er août 2012.

## Horaires
Les temps sont donnés en Western European Summer Time (UTC+1)
| Date                   | Temps   | Série          |
| ---------------------- | ------- | -------------- |
| Samedi 28 juillet 2012 | 9 h 50  | Qualifications |
| Lundi 30 juillet 2012  | 9 h 40  | Repêchages     |
| Mercredi 1er août 2012 | 10 h 20 | Finale B       |
| Mercredi 1er août 2012 | 12 h 10 | Finale A       |

## Médaillées
| Or                                                                                 | Argent                                                             | Bronze                                                             |
| Ukraine Kateryna Tarasenko Nataliya Dovgodko Anastasiia Kozhenkova Yana Dementieva | Allemagne Annekatrin Thiele Carina Bär Julia Richter Britta Oppelt | États-Unis Natalie Dell Kara Kohler Megan Kalmoe Adrienne Martelli |

## Résultats

### Qualifications
Le premier bateau de chaque série se qualifie pour les demi-finales. Les autres équipages vont aux repêchages.

#### Série 1
| Rang | Athlètes                               | Pays       | Temps         | Notes     |
| ---- | -------------------------------------- | ---------- | ------------- | --------- |
| 1    | Thiele, Bär, Richter, Oppelt           | Allemagne  | 6 min 13 s 62 | Finale A  |
| 2    | Dell, Kohler, Kalmoe, Martelli         | États-Unis | 6 min 15 s 76 | Repêchage |
| 3    | Soćko, Leszczyńska, Lewandowska, Madaj | Pologne    | 6 min 21 s 44 | Repêchage |
| 4    | Tang, Tian, Jin, Zhang                 | Chine      | 6 min 24 s 32 | Repêchage |

#### Série 2
| Rang | Athlètes                                    | Pays             | Temps         | Notes     |
| ---- | ------------------------------------------- | ---------------- | ------------- | --------- |
| 1    | Tarasenko, Dovgodko, Kozhenkova, Dementieva | Ukraine          | 6 min 14 s 82 | Finale A  |
| 2    | Faletic, Hore, Frasca, Clay                 | Australie        | 6 min 17 s 52 | Repêchage |
| 3    | Gray, Trappitt, Bourke, MacFarlane          | Nouvelle-Zélande | 6 min 20 s 22 | Repêchage |
| 4    | Wilson, Flood, Houghton, Rodford            | Grande-Bretagne  | 6 min 20 s 71 | Repêchage |

### Repêchages
| Rang | Athlètes                               | Pays             | Temps         | Notes |
| ---- | -------------------------------------- | ---------------- | ------------- | ----- |
| 1    | Faletic, Hore, Frasca, Clay            | Australie        | 6 min 18 s 80 | Q     |
| 2    | Dell, Kohler, Kalmoe, Martelli         | États-Unis       | 6 min 19 s 49 | Q     |
| 3    | Wilson, Flood, Houghton, Rodford       | Grande-Bretagne  | 6 min 21 s 65 | Q     |
| 4    | Tang, Tian, Jin, Zhang                 | Chine            | 6 min 21 s 98 | Q     |
| 5    | Soćko, Leszczyńska, Lewandowska, Madaj | Pologne          | 6 min 23 s 19 |       |
| 6    | Gray, Trappitt, Bourke, MacFarlane     | Nouvelle-Zélande | 6 min 48 s 71 |       |

### Finales

#### Finale B
| Rang | Athlètes                               | Pays             | Temps         | Notes |
| ---- | -------------------------------------- | ---------------- | ------------- | ----- |
| 1    | Gray, Trappitt, Bourke, MacFarlane     | Nouvelle-Zélande | 6 min 56 s 46 |       |
| 2    | Socko, Leszczynska, Lewandowska, Madaj | Pologne          | 6 min 57 s 20 |       |

#### Finale A
| Rang                                | Athlètes                                    | Pays            | Temps         | Notes |
| ----------------------------------- | ------------------------------------------- | --------------- | ------------- | ----- |
| Médaille d'or, Jeux olympiques      | Tarasenko, Dovgodko, Kozhenkova, Dementieva | Ukraine         | 6 min 35 s 93 |       |
| Médaille d'argent, Jeux olympiques  | Thiele, Bär, Richter, Oppelt                | Allemagne       | 6 min 38 s 09 |       |
| Médaille de bronze, Jeux olympiques | Dell, Kohler, Kalmoe, Martelli              | États-Unis      | 6 min 40 s 63 |       |
| 4                                   | Faletic, Hore, Frasca, Clay                 | Australie       | 6 min 41 s 67 |       |
| 5                                   | Tang, Tian, Jin, Zhang                      | Chine           | 6 min 44 s 19 |       |
| 6                                   | Wilson, Flood, Houghton, Rodford            | Grande-Bretagne | 6 min 51 s 54 |       |

## Sources
- Site officiel de Londres 2012
- (en) Site de la fédération internationale d'aviron
- (en) « Programme des compétitions »(Archive.org • Wikiwix • Archive.is • Google • Que faire ?)